# Nueva Zelanda en la Copa Mundial de Rugby de 2011

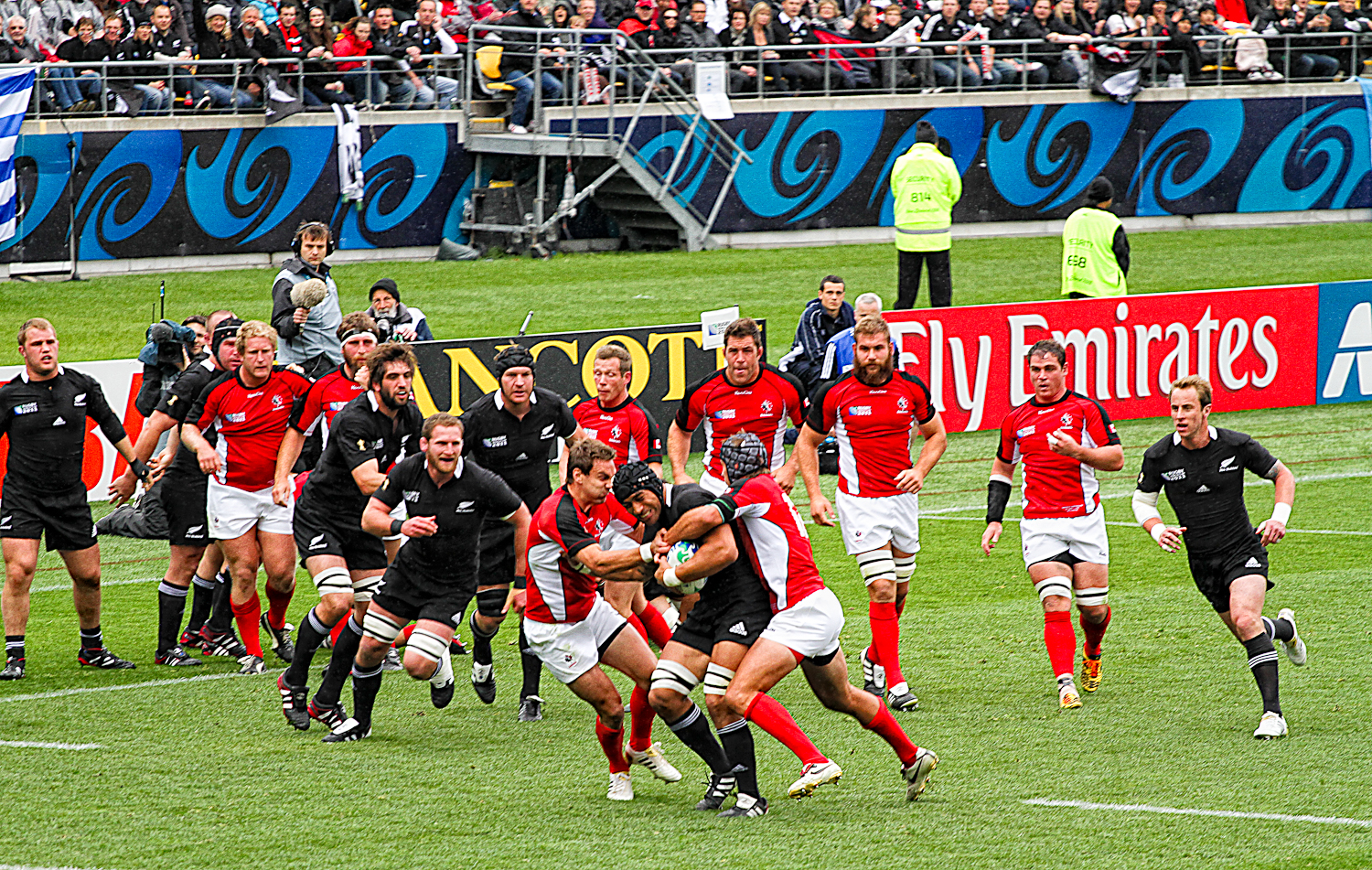
Frente a Canadá.

Los All Blacks fueron anfitriones y uno de los 20 países participantes de la Copa Mundial de Rugby de 2011, que se realizó por segunda vez en su país.
Luego del histórico fracaso sufrido en el campeonato anterior, los neozelandeses estaban obligados a ganar el mundial; 24 años habían pasado desde el último y único título.

## Plantel
Henry (65 años) tuvo como asistente a Steve Hansen.
Slade resultó lesionado ante Argentina y fue reemplazado por Donald.
|                          | Jugador             | Edad    | Posición      | Tests | Equipo                    |
| ------------------------ | ------------------- | ------- | ------------- | ----- | ------------------------- |
| Hookers y Pilares        |                     |         |               |       |                           |
|                          | John Afoa           | 28 años | Pilar         | ?     | Ulster Rugby              |
|                          | Corey Flynn         | 30 años | Hooker        | ?     | Crusaders                 |
|                          | Ben Franks          | 27 años | Pilar         | ?     | Crusaders                 |
| 3                        | Owen Franks         | 23 años | Pilar         | ?     | Crusaders                 |
|                          | Andrew Hore         | 33 años | Hooker        | ?     | Hurricanes                |
| 2                        | Keven Mealamu       | 32 años | Hooker        | ?     | Blues                     |
| 1                        | Tony Woodcock       | 30 años | Pilar         | ?     | Blues                     |
| Segundas líneas          |                     |         |               |       |                           |
|                          | Anthony Boric       | 27 años | Segunda línea | ?     | Blues                     |
| 4                        | Brad Thorn          | 36 años | Segunda línea | ?     | Munakata Sanix Blues      |
| 5                        | Sam Whitelock       | 23 años | Segunda línea | ?     | Crusaders                 |
|                          | Ali Williams        | 30 años | Segunda línea | ?     | Nottingham Rugby          |
| Alas y Octavos           |                     |         |               |       |                           |
| 6                        | Jerome Kaino        | 28 años | Ala           | ?     | Blues                     |
| 7                        | Richie McCaw        | 30 años | Ala           | ?     | Crusaders                 |
| 8                        | Kieran Read         | 25 años | Octavo        | ?     | Crusaders                 |
|                          | Adam Thomson        | 29 años | Octavo        | ?     | Highlanders               |
|                          | Victor Vito         | 24 años | Ala           | ?     | Hurricanes                |
| Medios scrums            |                     |         |               |       |                           |
|                          | Jimmy Cowan         | 29 años | Medio scrum   | 51    | Highlanders               |
|                          | Andy Ellis          | 27 años | Medio scrum   | 24    | Crusaders                 |
| 9                        | Piri Weepu          | 28 años | Medio scrum   | 54    | Hurricanes                |
| Aperturas y Centros      |                     |         |               |       |                           |
|                          | Dan Carter          | 29 años | Apertura      | ?     | Crusaders                 |
| 10                       | Aaron Cruden        | 22 años | Apertura      | 7     | Hurricanes                |
|                          | Stephen Donald      | 27 años | Apertura      | 22    | Chiefs                    |
| 12                       | Ma'a Nonu           | 29 años | Centro        | 64    | Hurricanes                |
|                          | Colin Slade         | 24 años | Apertura      | ?     | Highlanders               |
| 13                       | Conrad Smith        | 30 años | Centro        | 53    | Hurricanes                |
|                          | Sonny Bill Williams | 26 años | Centro        | 12    | Crusaders                 |
| Fullbacks y Wings        |                     |         |               |       |                           |
| 15                       | Israel Dagg         | 23 años | Fullback      | 10    | Crusaders                 |
|                          | Hosea Gear          | 27 años | Wing          | 8     | Hurricanes                |
|                          | Zac Guildford       | 22 años | Wing          | 8     | Crusaders                 |
| 14                       | Cory Jane           | 28 años | Wing          | 30    | Hurricanes                |
| 11                       | Richard Kahui       | 26 años | Wing          | 15    | Chiefs                    |
|                          | Mils Muliaina       | 31 años | Fullback      | 98    | NTT DoCoMo Red Hurricanes |
|                          | Isaia Toeava        | 25 años | Fullback      | 32    | Blues                     |
| Entrenador: Graham Henry |                     |         |               |       |                           |

## Participación
Nueva Zelanda integró el grupo A con la dura Tonga, la potencia de Les Bleus y las débiles Canadá y Japón. Solo Francia pudo suscitarle juego y los kiwis ganaron cómodamente su zona.

### Final
El partido definitorio presentó a Francia otra vez, repitiendo la final de 1987 y siendo el duelo más importante de la histórica rivalidad.